# Bredenbruch (Gummersbach)

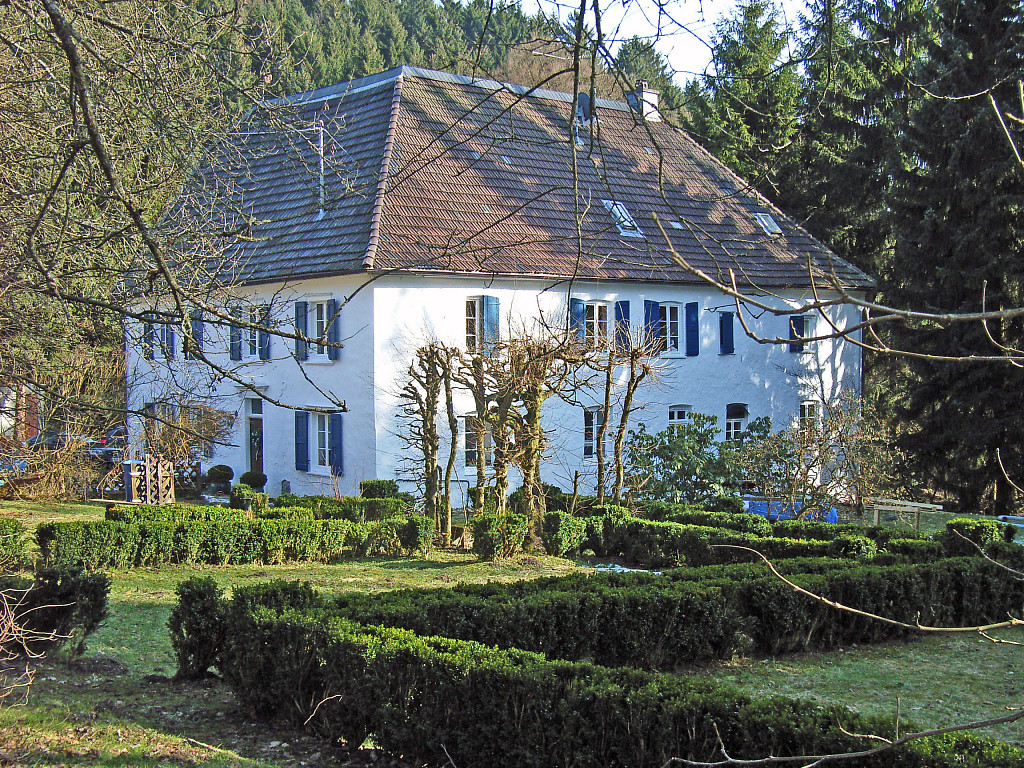
Weversches Haus von NO

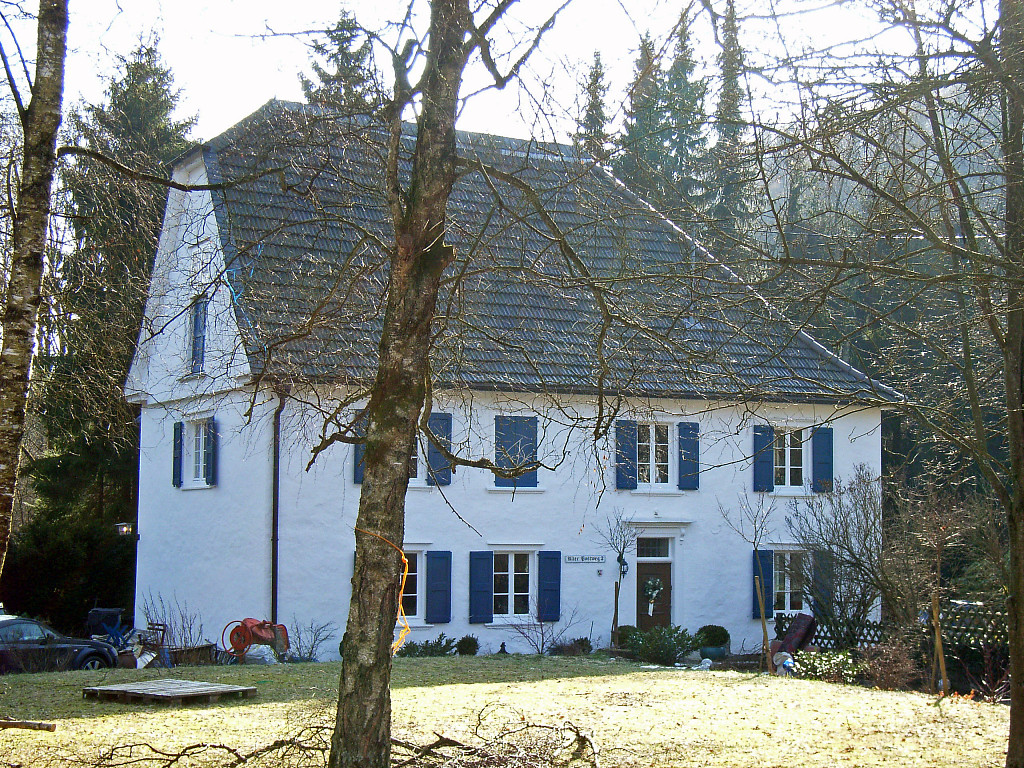
Weversches Haus von NW

Bredenbruch ist ein Ortsteil von Gummersbach im Oberbergischen Kreis im südlichen Nordrhein-Westfalen, Deutschland.

## Geographie
Der Ort liegt rund acht Kilometer nordöstlich des Stadtzentrums an der Aggertalsperre zu Füßen der so genannten Burg Zinne, einer von den Talsperrenarmen Genkel und Agger gebildeten Halbinsel. Die Landstraße 323, Hauptverbindungsweg zwischen Gummersbach und Meinerzhagen, tangiert das Dörfchen zwar unmittelbar, führt aber nach dem Straßenneubau Anfang der 1980er Jahre nicht mehr hindurch. So blieb eine gute Verkehrsanbindung erhalten.

## Geschichte
Im Richtschein von 1472 des Stilkinger Lehngerichts werden Wineke und Hans van Breenbrock (= Bredenbruch) als Lehnsmannen und Gerichtsbeisitzer genannt. Der von einem Flurnamen abgeleitete Familien-, dann Ortsname bedeutet so viel wie „breiter Bruch“ (von altsächs. bred; Bruch = sumpfiges Gelände, vgl. eng. brook). Die Türkensteuerliste führt 1542/43 Claes tom breden broeck auf.

## Kultur

### Sehenswürdigkeiten
Das Weversche Haus, benannt nach einer Meinerzhagener Richterfamilie, ist ein so genanntes Festes Haus oder „Kasteel“ (niederdeutsch für Kastell). Der Überlieferung nach erwarb Louis Gatien Lebreton Deschapelles (ein französischer adliger Revolutionsflüchtling) um 1793 den wohl wesentlich älteren Vorgängerbau und gestaltete ihn nach seinen Bedürfnissen um. Nachweislich lebte Deschapelles hier mit seinem Diener bis zu seiner Rückkehr in Frankreich, die im Jahre 1802 stattfand.

## Verkehr
Die Haltestelle von Bredenbruch wird über die Buslinie 318 (Gummersbach – (Niedernhagen -) Lieberhausen / Piene / Pernze) angeschlossen.